# Захарченко, Василий Дмитриевич
Василий Дмитриевич Захарченко (1915 — 22 октября 1999) — советский писатель, публицист и общественный деятель, журналист. Один из инициаторов создания ВООПИиК, член Союза писателей СССР с 1944 года. Публиковался под псевдонимом В. Дмитриев. Заслуженный работник культуры РСФСР (1981). Главный редактор журнала «Техника — молодёжи» (1949—1984).
Участник русского националистического движения в СССР, получившего известность как «русская партия».

## Биография
Родился 19 июля (1 августа) 1915 года в Петрограде.

В 1937 году окончил Московский энергетический институт, а в 1941 году — Литературный институт.
Во время Великой Отечественной войны участвовал в обороне Москвы, был заместителем начальника по технической части Военно-автомобильной дороги № 9 Калининского фронта. После войны преподавал в Литературном институте, вёл курс поэзии.
С конца 1947 года — заместитель редактора, с середины 1949 года — редактор журнала «Техника — молодёжи».
Формирование «лица» журнала произошло после войны. Большую роль в этом сыграло назначение в 1949 году главным редактором писателя и журналиста . Под его руководством журнал снискал всесоюзную любовь. Обширная читательская аудитория журнала включала не только молодёжь, но и зрелых учёных, конструкторов, в том числе зарубежных. С конца 1950-х годов стараниями Захарченко в журнале публиковались лучшие произведения советской и зарубежной фантастики.
Был уволен в 1984 году после публикации в журнале романа «2010: Одиссея Два» Артура Кларка (прерванной после второго номера), некоторые персонажи которого носили имена известных советских диссидентов.
С середины 1950-х годов — один из руководителей Советского комитета защиты мира.
В 1970—1980-е годы принимал активное участие в телевизионной программе «Это вы можете». С ноября 1991 года руководил созданным им журналом «Чудеса и Приключения».

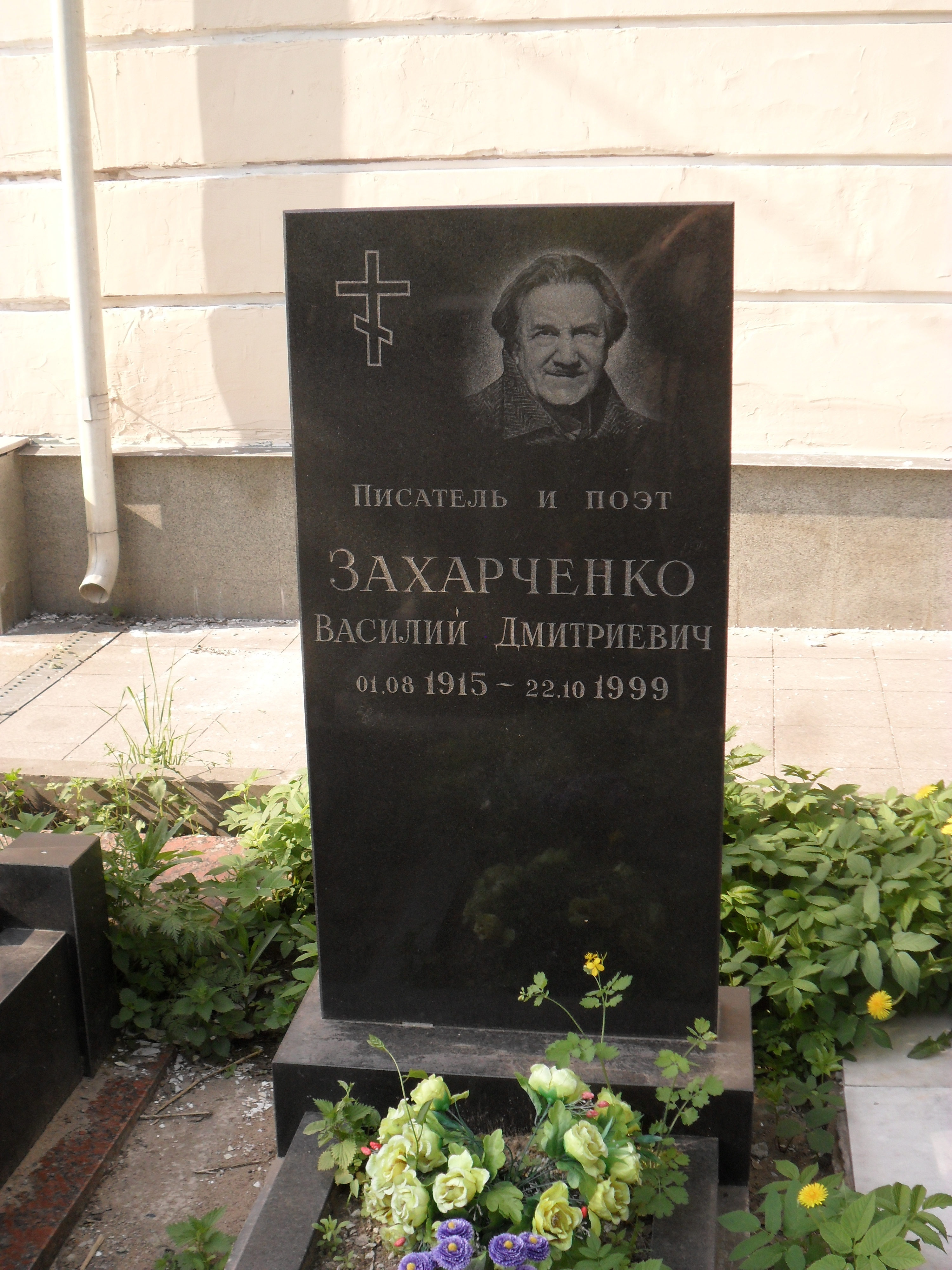
Могила Захарченко на Ваганьковском кладбище

Похоронен на Ваганьковском кладбище.
Жена — Зинаида Александровна Ткачек (Захарченко).
Автор книг, в основном научно-популярных и познавательного характера, сборников стихов. Помимо государственных наград СССР отмечен орденами Народной Республики Болгарии и Венгерской Народной Республики.

## Взгляды
Характеризуется как русский патриот со «всесоюзно-космическим» мировоззрением, ставшим основой для его близких дружеских отношений с писателем-фантастом Иваном Ефремовым, которого Захарченко считал действительным классиком советской фантастики. Слушателями «арийских» «изысканий» художника Ильи Глазунова были Василий Дмитриевич и его жена. Он любил говорить о «великой стране Ариане». Считал, что этруски — это русские.
В 1996 году Захарченко совместно с Вадимом Чернобровом был выпущен сборник, который соединил все основные идеи журнала «Чудеса и приключения». Концепция составителей и авторов сборника отражена в его структуре, включающей «три источника и три составные части» мифологемы, популярные у современных русских националистов, — идеи об НЛО и инопланетянах, произвольные и часто ошибочные интерпретации древнейшей истории и истории о снежном человеке. Вторая часть включает сюжеты о «славянах-этрусках» и «Славянском царстве», которое, по мнению авторов, «старше египетских пирамид», об Атлантиде, о дешифрованном, по мнению авторов, Фестском диске, повествуется об «арийском» государстве на Южном Урале «древнее египетских пирамид», и др. Рассказано о «Велесовой книге», информация о которой собрана из статей О. Скурлатовой (1992) и В. Грицкова (1992), где этот текст рассматривается как аутентичный источник по древнейшей истории славян.

## Творчество
- «Кровью этой земли» (1943), сборник стихов
- «Путешествие в завтра» (1950)
- «Чайки летят» (1956)
- «Океан-океанище» (1958)
- «Станция назначения — Завтра!» (1959)
- «Пятнадцать неотправленных писем» (1961)
- «Ласточки прилетают из Африки» (1962)
- «20 неотправленных писем» (1964)
- «Мир у себя дома» (1964)
- «Разговор с электрическим мозгом» (1965, 1975)
- «Лирическое отступление» (1967)
- «Мир остаётся молодым» (1968)
- «По ту сторону зари» (1970)
- «Пять шагов до соседней звезды» (1971)
- «Проводи меня до звезды: Лиро-эпическое повествование о том, как рождается будущее» (1973)
- «Наш цвет зелёный» (1974)
- «Горячий горизонт» (1975)
- «Моя Земля — мой дом. Хроника десяти фестивалей» (1975)
- «Мир у себя дома» (1977)
- «Это время огня» (1981)
- «Наперегонки со временем, или Мир принципиально возможных чудес» (1982)
- «Это Вы можете. Приглашение к творчеству» (1989)

## Награды, премии и звания
- орден «За заслуги перед Отечеством» IV степени (05.08.1995)[8],
- Орден Отечественной войны II степени (11.03.1985)[9],
- орден Трудового Красного Знамени
- орден Дружбы народов (13.08.1975)
- орден «Знак Почёта»
- медали
- орден Мира и Дружбы (ВНР)
- орден Кирилла и Мефодия I степени (НРБ)
- Лауреат премии Ленинского комсомола (1983)
- Заслуженный работник культуры РСФСР (21.07.1981)
- Почётный гражданин города Вены.